# TD平行カルダン駆動方式

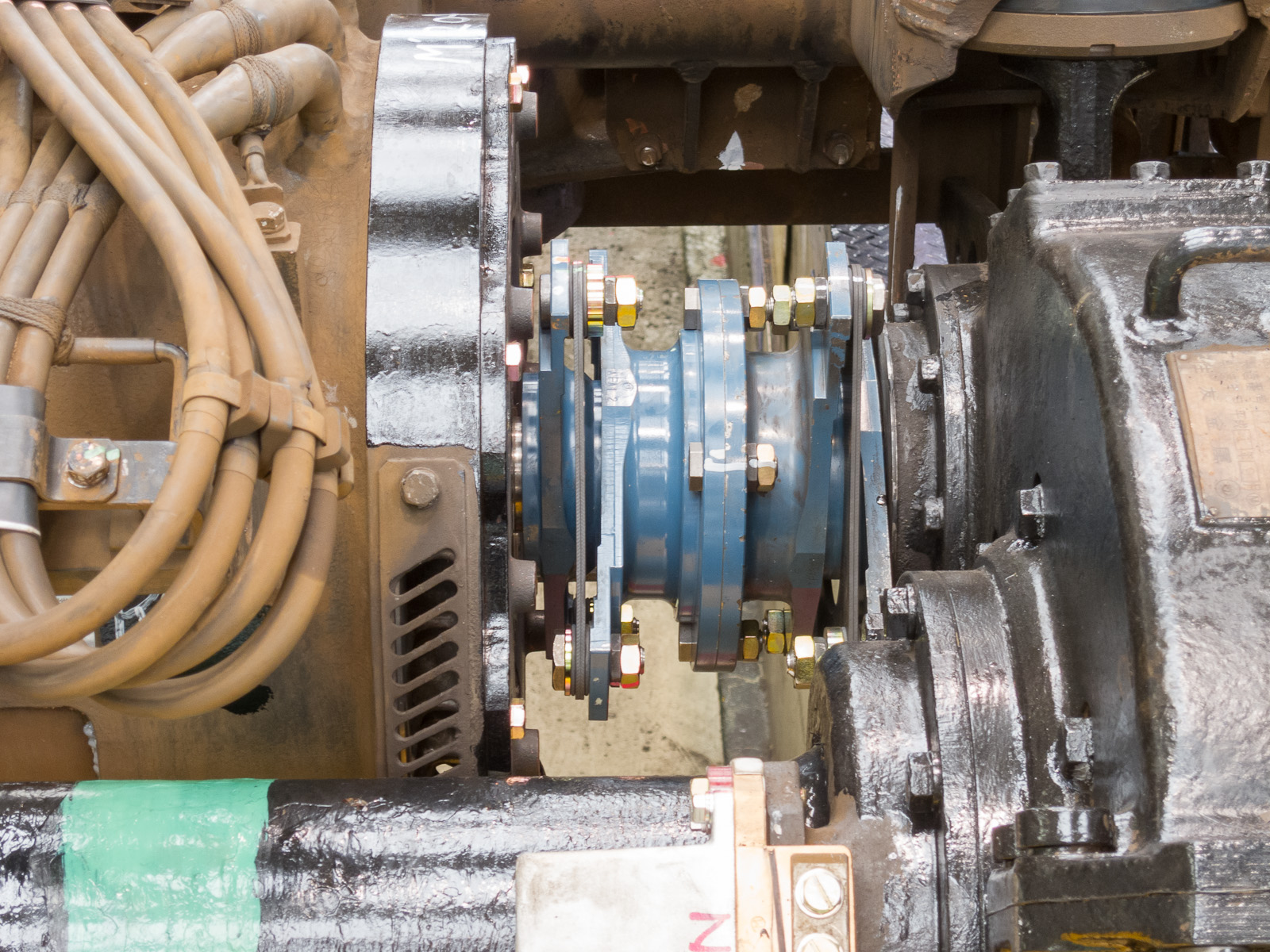
TD平行カルダン駆動方式のTD継手（青色の部分）
2つのたわみ板を組み合わせた構造になっている。

TD平行カルダン駆動方式（TDへいこうカルダンくどうほうしき、TD Drive）は、電気車の駆動方式の一種である。

## 概要
中空軸平行カルダン駆動方式に代わる駆動方式として、日本の東洋電機製造が実用化した。「TD」とは、2組のたわみ板を使う自在継手構造「ツインディスク」(Twin Disc)に由来するが、開発に携わった東洋電機製造の頭文字(Toyo Denki)をかけてあるともいわれる。1969年に実用化され、その最初は京王帝都電鉄（現:京王電鉄）に納入された。たわみ板を使うため、たわみ板継ぎ手方式とも称される（中空軸平行カルダン駆動方式も同様）。
主電動機を車軸と平行に台車枠に固定し、主電動機の電機子軸と輪軸の歯車駆動軸との間に、大きな偏位を許容する「TD継手」だけを介して接続する。TD継手の内部では、2枚の円盤状の「たわみ板」を組み合わせて、長さと角度の偏位を吸収している。たわみ板の材質は、初期には特殊鋼を用いたが、近年では軽量で耐久性に富む炭素繊維強化プラスチック（CFRP）を用いる。CFRP製たわみ板は、1989年の京阪電気鉄道向け納入から実用化された（7000系用として設計）。CFRPの耐久性によってたわみ板が単板となったものも出荷されているが、慣例的に「TD」を名乗っている。
駆動系の全体構成は、TD継手をWN継手に置き換えればWN駆動方式と同じである。偏位の許容の小さい「たわみ板継手」を2つ使って、大きな偏位を吸収するところは、中空軸平行カルダンと同様であり、その発展型とみなすこともできる。
中空軸平行カルダン駆動方式と比較して、主電動機内部の電機子軸である中空軸を、出力軸の反対側にあるたわみ板継手を介して中空軸の内部に配置されているねじり軸（駆動軸）と組み付ける必要がないため、内部構造が単純化し軽量化される。TD継手はメンテナンスフリーの1つのモジュール部品として扱えるので、保守性が向上する。そのため、中空軸平行カルダンを採用していた鉄道事業者を中心に、採用が進んでいる。西日本旅客鉄道（JR西日本）を除くJRグループ旅客各社においても、前身である日本国有鉄道が中空軸平行カルダンを長らく在来線電車の標準としてきたことから、殆どのVVVFインバータ制御車両で採用されている。一方で、長らく本方式を採用してきた事業者（東急電鉄・JR東海・JR九州など）でも、最新型の車両はWNドライブに切り替える動きもある。
インターナルギアを用いるWN駆動方式と比較しても、伝達効率がよい。構造が単純で、組み立てや調整がたやすく、給脂の必要がないため、保守も簡素化できる。
一方で、大出力、長時間駆動における耐久性についてはWN継手に一歩劣るとされ、新幹線では使われていなかったが、近年たわみ板の耐久性が向上したことから、採用が拡大している。JR東海所属の700系C19編成以降およびJR西日本を含むN700系16両編成のグリーン車で採用されている。また、一般的に使用される「トンボ型」の継手は高速回転時に常時風切り音が発生するという問題点がある。そのため、騒音低減のために円筒形状の継手が採用される場合もある。
そのほか、WN方式と同様に継手の設計を変更することにより、電動機を車軸に直角に配置することも可能であり、設置スペースに制限のあるモノレールなどで採用されている。その際は「TD直角カルダン駆動方式」になる。

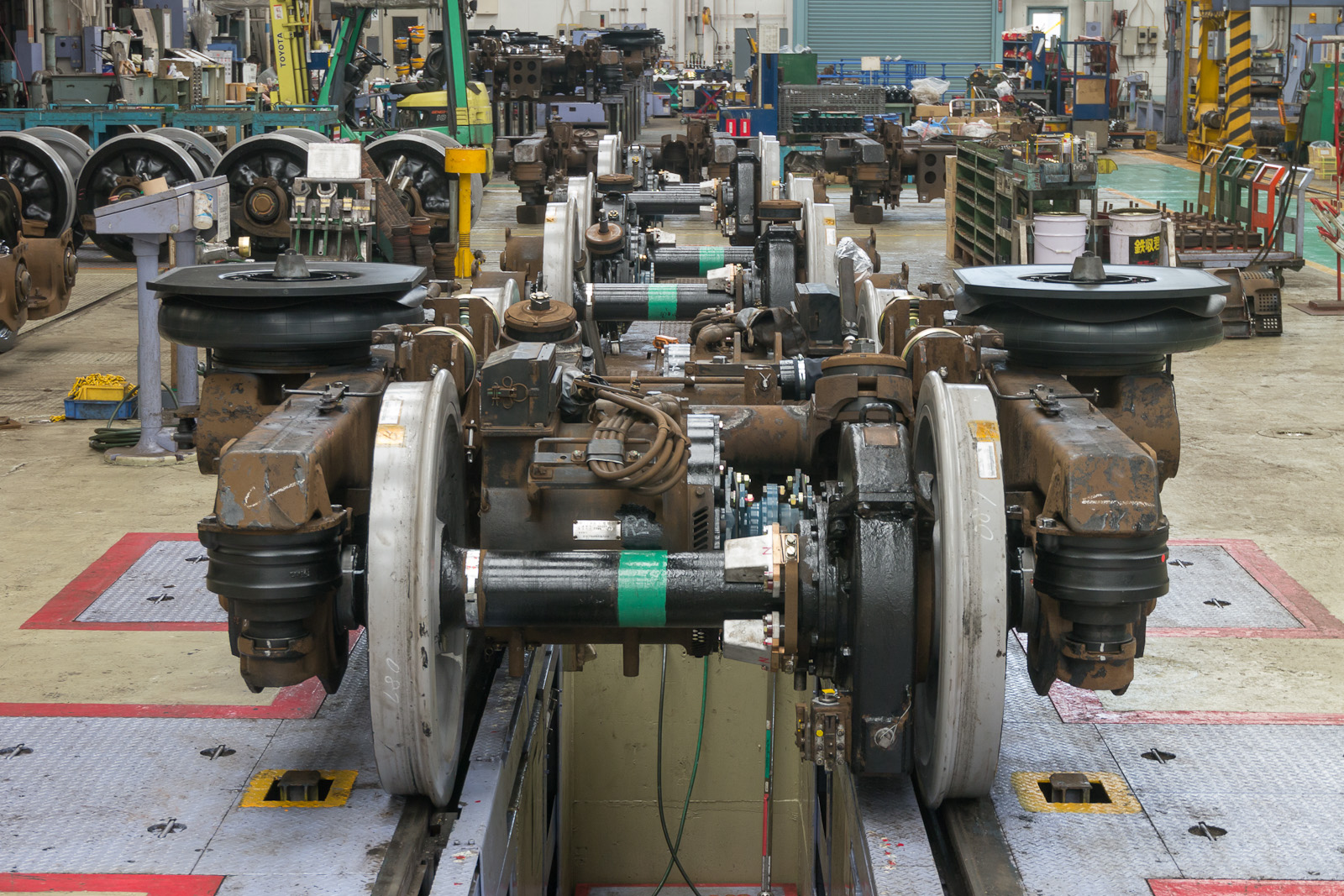
TD平行カルダン駆動装置。誘導電動機に換装した205系5000番台の台車
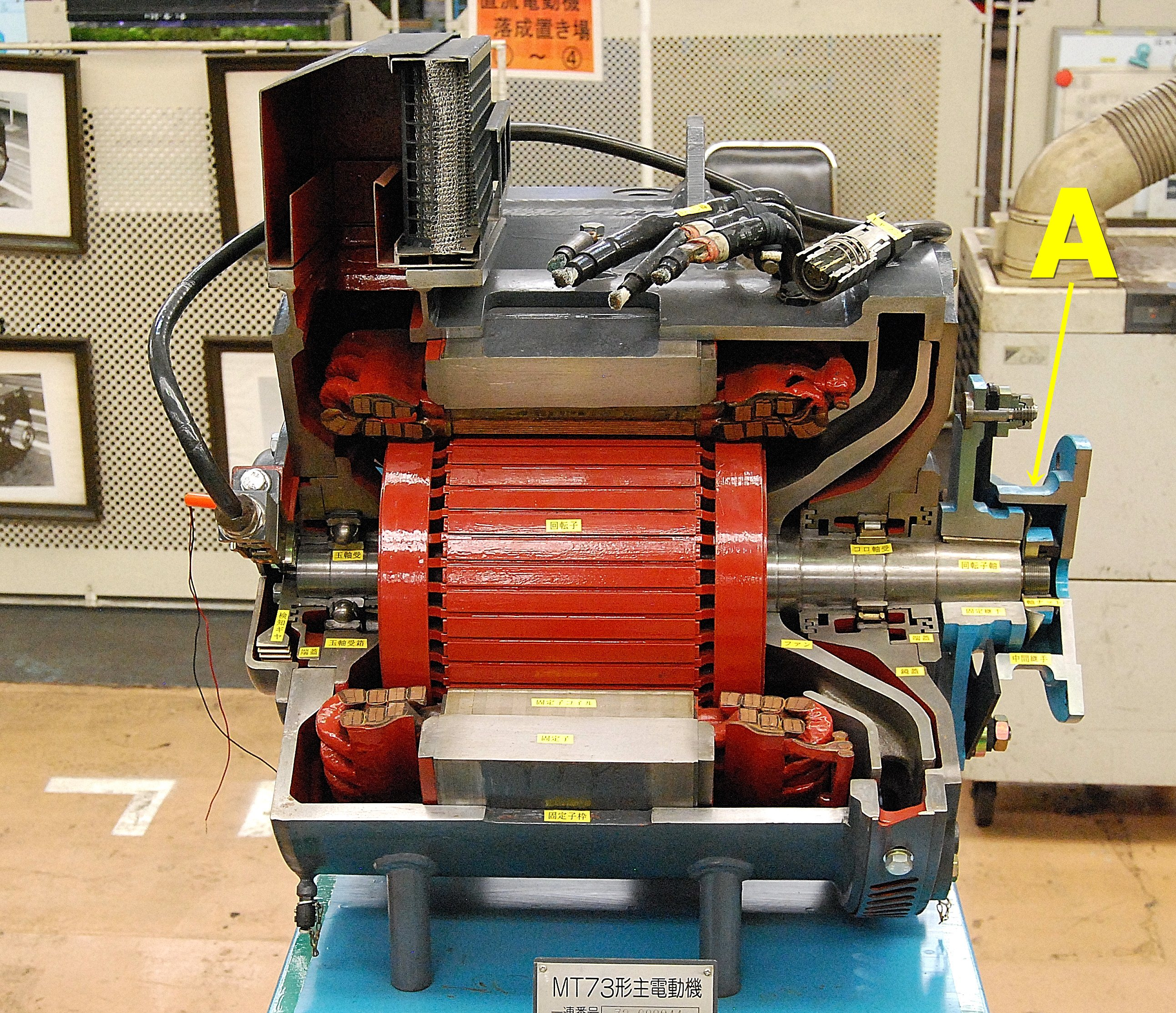
TD平行カルダン駆動方式を使用しているMT73形かご形三相誘導電動機のカットモデル 回転子軸にテーパー嵌合された固定継手に対し、TD継手のたわみ板（黒色）がボルト締結され、さらに矢印Aの中空軸が同たわみ板にボルト締結されている。矢印Aの中空軸フランジに空いた4箇所の通し穴は、輪軸の歯車駆動軸側に取り付けられたもう一組のたわみ板一式とボルト締結される
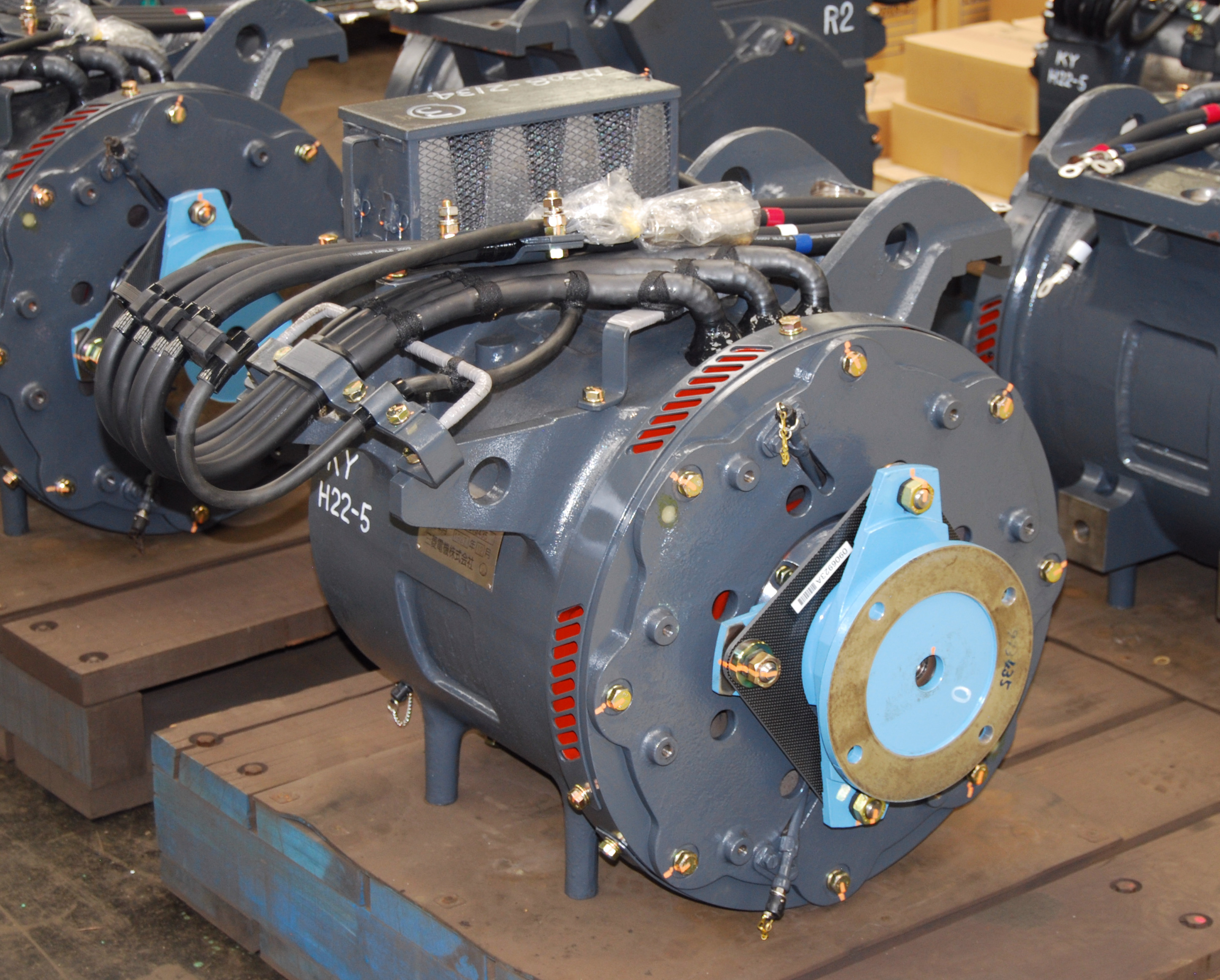
モーター側に装着されたTD継手のたわみ板を外側から見る。回転子の固定継手に対し、中空軸は90度異なる2箇所で、たわみ板にボルト締結されている。

## 採用事例

### 日本国有鉄道→JRグループ
- 日本国有鉄道（国鉄）
  - 207系900番台（廃形式） - 国鉄唯一の採用例。JR東日本に継承。
- 北海道旅客鉄道（JR北海道）
  - 733系
  - 735系
  - 789系
- 東日本旅客鉄道（JR東日本）
  - 205系モハ205形5000番台・モハ204形5000番台 - VVVFインバータ改造車、制御装置も東洋電機製造製。
  - 209系
  - E217系
  - E231系
  - E233系
  - E235系
  - E257系
  - E259系
  - E351系（廃系列）
  - E353系
  - E501系
  - E531系
  - E653系
  - E721系
  - E751系
  - E954形 FASTECH 360 S（新幹線用高速試験電車・廃形式）
  - E955形 FASTECH 360 Z（新幹線直行特急用高速試験電車・廃形式）
- 東海旅客鉄道（JR東海）
  - 700系0番台（廃区分番台） - 新幹線初のTD平行カルダン駆動車・C19編成以降のグリーン車のみ。JR西日本に譲渡された車両は含まれない。
  - N700系 - グリーン車のみに採用。
  - 313系
  - 373系
  - 383系
- 西日本旅客鉄道（JR西日本）
  - N700系3000/4000/5000番台 - 東海道新幹線に乗り入れるN編成3000番台（廃区分）・F編成4000番台・K編成5000番台はJR東海と同仕様。（九州新幹線に乗り入れるS編成7000番台は全車WN駆動方式）
- 四国旅客鉄道（JR四国）

  - 6000系
  - 7000系
  - 7200系 - 121系のVVVFインバータ改造車、制御装置も東洋電機製造製。
  - 8000系
  - 8600系
- 九州旅客鉄道（JR九州）
  - 303系
  - 811系1500番台
  - 813系
  - 815系
  - 817系
  - BEC819系
  - 883系
  - 885系
- 鉄道総合技術研究所（鉄道総研・JR総研）
  - LH02形（試験LRV）

### 私鉄・公営・第三セクター
- 札幌市交通局
  - 1100形（路面電車）
- 東武鉄道
  - 100系
  - 200系
  - 250系
  - 500系
  - 9050系
  - 10080系
  - 20050系・20070系
  - 50000系
  - 60000系
- 京成電鉄
  - 赤電の約半数の車両。
  - AE100形（廃系列） - WN駆動方式と混在。
  - 3700形
  - 2代目3000形
  - 2代目AE形

※ 東洋電機製造製の主電動機装備車両で採用。
- 北総鉄道
  - 自社所有車
    - 7300形
    - 7500形

※両車はWN駆動方式と混在。
  - 千葉ニュータウン鉄道所有車
    - 9100形（1次車の2編成 (9108 - 9101、9118 - 9111) ）
- 京王電鉄
  - 6000系（廃系列）
  - 5000系電車 (2代目)
- 東急電鉄
  - 300系
  - 2000系
  - 3000系 (2代)
  - 5000系 (2代)
  - 6000系 (2代)
  - 7000系 (2代)
  - 7500系 TOQ i（事業用車）
- 横浜高速鉄道
  - Y000系
  - Y500系
- 京浜急行電鉄
  - 600形 (3代)
  - 800形 (2代)
  - 1000形 (2代)
  - 1500形
  - 2000形
  - 2100形
  - デト17・18形（事業用車、改造）
- 小田急電鉄
  - 7000形
  - 10000形（廃系列） - 一部の車両が長野電鉄に譲渡
  - 20000形（廃系列） - 一部の車両が富士急行に譲渡
  - 30000形
- 相模鉄道
  - 10000系
  - 11000系
  - 20000系

※上記を除く従来型のカルダン駆動車には直角カルダンが使われていた
- 東京都交通局
  - 10-300形
- 多摩都市モノレール
  - 1000系 - TD継手を介した直角カルダン駆動方式。
- 首都圏新都市鉄道
  - TX-1000系
  - TX-2000系
- 上信電鉄
  - 7000形
- 伊豆箱根鉄道
  - 7000系
- 静岡鉄道
  - A3000形
- 名古屋鉄道
  - 1600系（廃系列） - ク1600を除き全車1700系に改造
  - 1700系（廃系列） - 1600系の改造車。
  - 3100系
  - 3500系 (2代)
  - 3700系
  - モ780形（路面電車・廃系式） - 全車豊橋鉄道に譲渡
- 富山地方鉄道
  - 8000形（路面電車）
- 伊賀鉄道
  - 200系（改造[要出典]、元東急1000系）-東急時代は中空軸平行カルダン駆動方式が使われていた
- 京阪電気鉄道
  - 京阪線のVVVFインバータ制御車（7000系、7200系、9000系、10000系、3000系 (2代)など）
  - 500形 (2代)以降の大津線車両（600形 (3代)、700形 (3代)、800系 (2代)など）
- 叡山電鉄
  - 900系
- 京都市交通局
  - 20系 - WN駆動方式と混在。
- 阪急電鉄
  - 東洋電機製の機器を使用する京都線車両に一時期採用されていた。
  - 5300系
  - 6300系（6330F（廃車）のみWN駆動方式）
  - 7300系 - 一部編成はWN駆動方式に更新。
  - 8300系 - 一部編成はWN駆動方式に更新。
  - 9300系 - 現在全車WN駆動方式に更新。
  - 9000系 - WN駆動方式と混在。現在順次WN駆動方式に更新中。
- 阪神電気鉄道
  - 5500系以降のVVVFインバータ制御車（1000系、5550系、5700系、9000系、9300系など）
- 南海電気鉄道
  - 2000系
  - 2300系 - 制御装置も東洋電機製造製。
  - 8300系・9300系
  - 50000系

※ 6200系更新車（50番台含む）を除く東洋電機製造製の主電動機装備車両で採用。
- 伊予鉄道
  - モハ5000形（路面電車）
- 西日本鉄道
  - 9000形
- 沖縄都市モノレール
  - 1000形 - TD継手を介した直角カルダン駆動方式。

### 日本以外
日本国外での採用例は少ない。
- 台湾鉄路管理局TEMU2000形電車
- 北京地下鉄
- MRTジャカルタ
- 日立製モノレール各種

など